# Zuid-Afrikaanse olifantspitsmuis
De Zuid-Afrikaanse olifantspitsmuis (Elephantulus intufi)  is een zoogdier uit de familie van de springspitsmuizen (Macroscelididae). De wetenschappelijke naam van de soort werd voor het eerst geldig gepubliceerd door Andrew Smith in 1836.

## Voorkomen
De soort komt voor in zuidwestelijk Angola, Botswana, Namibië, zuidelijk Zimbabwe en noordelijk Zuid-Afrika.